# Exechia nexa
Exechia nexa är en tvåvingeart som beskrevs av Oskar Augustus Johannsen 1912. Exechia nexa ingår i släktet Exechia och familjen svampmyggor.
Artens utbredningsområde är Maine. Inga underarter finns listade i Catalogue of Life.